# Монтодине
Монтодине (итал. Montodine) је насеље у Италији у округу Кремона, региону Ломбардија.
Према процени из 2011. у насељу је живело 2541 становника. Насеље се налази на надморској висини од 57 м.

## Становништво
Према резултатима пописа становништва 2011. у општини је живело 2.606 становника.
| 1931. | 1936. | 1951. | 1961. | 1971. | 1981. | 1991. | 2001. | 2011. |
| ----- | ----- | ----- | ----- | ----- | ----- | ----- | ----- | ----- |
| 2.302 | 2.305 | 2.312 | 2.044 | 1.953 | 2.019 | 2.168 | 2.217 | 2.606 |

## Партнерски градови
- Валбондионе